# Цефоперазон
Цефоперазон — антибіотик з групи цефалоспоринів ІІІ покоління для парентерального застосування. Цефоперазон уперше синтезований у 1978 році в Японії, а уперше розпочала випуск препарату американська корпорація «Pfizer» під торговельною маркою «Цефобід».

## Фармакологічні властивості
Цефоперазон — антибіотик, що діє бактерицидно, порушуючи синтез клітинної стінки бактерій. Препарат має широкий спектр антибактеріальної дії. До препарату чутливі такі мікроорганізми: грампозитивні бактерії — стрептококи, метицилінчутливі стафілококи; грамнегативні — шиґелли, єрсінії, нейсерії, Salmonella spp., Proteus spp., Serratia spp., Klebsiella spp., Bordetella pertussis, Pseudomonas aeruginosa, Haemophilus influenzae, Enterobacter spp., Citrobacter spp., Escherichia coli, Providencia spp., Burkholderia sepacia; анаеробні мікроорганізми — клостридії, фузобактерії, пептококи, пептострептококи, веліонелла. Нечутливими до цефоперазону є легіонелли, метициліннечутливі стафілококи, Bacteroides fragilis, Clostridium difficile, Acinetobacter spp., Corynebacterium jeikeium, лістерії, Bacillus spp., хламідії, мікоплазми, туберкульозна паличка та інші мікобактерії.

### Фармакодинаміка
Після внутрішньовенного введення максимальна концентрація в крові досягається за 15 хв., після внутрішньом'язового — за 1 годину. Препарат добре проникає в усі органи і тканини; високі концентрації виявляються в перитонеальній, асцитичній, амніотичній рідині та пуповинній крові; в мигдаликах, в слизовій оболонці синусів носа, в легенях, мокроті; печінці, жовчі, стінці жовчевого міхура, нирках, простаті; яєчках, матці і фалопієвих трубах; кістках; проникає в грудне молоко; не проникає через гематоенцефалічний бар'єр. Метаболізується менше 1 % препарату. Період напіввиведення становить 2 години. Виводиться цефоперазон з організму переважно з жовчю (70 % дози), а також із сечею (30 % дози). В зв'язку з тим, що препарат не метаболізується нирками, немає потреби змінювати дозування при нирковій недостатності; але може виникнути необхідність зміни дозування при печінковій недостатності.

## Показання до застосування
Цефоперазон застосовують при інфекціях, які спричинюють чутливі до нього мікроорганізми, — при інфекції верхніх і нижніх дихальних шляхів (у тому числі госпітальні пневмонії); інфекцій шкіри, м'яких тканин, кісток і суглобів; інфекції сечовивідних і жовчевивідних шляхів та органів малого тазу (у тому числі після операцій), сепсису, перитоніті; ендометриті, гонореї; тільки посттравматичному або післяопераційному менінгіті. Цефоперазон також може застосовуватися при муковісцидозі (разом із тобраміцином), інфекціях на фоні нейтропенії та імунодефіциту(у тому числі при фебрильній нейтропенії).

## Побічна дія
При застосуванні цефоперазону можуть спостерігатися наступні побічні реакції:
- Алергічні реакції — висипання на шкірі, гарячка, кропив'янка, бронхоспазм, синдром Стівенса-Джонсона, синдром Лаєлла, анафілактичний шок.
- З боку травної системи — нудота, блювання, діарея, рідко псевдомембранозний коліт, жовтяниця.
- З боку серцево-судинної системи — рідко брадикардія, тахікардія, зупинка серця, кардіогенний шок, артеріальна гіпотензія.
- Зміни в лабораторних аналізах — еозинофілія; збільшення рівня білірубіну, активності амінотрансфераз і лужної фосфатази в кроі; при застосуванні у високих дозах імовірний розвиток гемолітичної анемії, нейтропенії, лейкопенії, гематурії, гіпопротромбінемії, зниження гематокриту і тромбоцитопенія.
- Місцеві реакції — болючість у місці введення при внутрішньом'язовому введенні, флебіти при внутрішньовенному введенні.

## Протипокази
Цефоперазон протипоказаний при підвищеній чутливості до β-лактамних антибіотиків, при тяжкій печінковій та нирковій недостатності. З обережністю призначають новонародженим або недоношеним дітям. При потребі застосовувати препарат годуючим жінкам — припиняється годування грудьми. При вагітності немає обмежень до застосування цефоперазону.

## Форми випуску
Цефоперазон випускається у вигляді порошку в флаконах для ін'єкцій по 0,5; 1,0 та 2,0 г. Цефоперазон також випускається у комбінації із сульбактамом по 0,5 або 1,0 цефоперазону та сульбактаму.